# Minister za kohezijo in regionalni razvoj Republike Slovenije
Minister za kohezijo in regionalni razvoj Republike Slovenije je politični vodja Ministrstva za kohezijo in regionalni razvoj Republike Slovenije, ki ga predlaga predsednik Vlade Republike Slovenije in imenuje Državni zbor Republike Slovenije ter je po Zakonu o Vladi Republike Slovenije član Vlade Republike Slovenije.
Ministrstvo je iz ravni službe vlade povišano 24. januarja 2023. Pred tem je organ vodil minister brez resorja, pristojen za razvoj, strateške projekte in kohezijo. Bil je minister brez listnice in član Vlade Republike Slovenije, ki je vodil Službo Vlade Republike Slovenije za razvoj in evropsko kohezijsko politiko.
Trenutni minister je Aleksander Jevšek.

## Seznam ministrov

### Minister brez listnice, pristojen za razvoj, strateške projekte in kohezijo
12. vlada Republike Slovenije
- Violeta Bulc (18. september 2014 – 19. november 2014)
- Alenka Smerkolj (19. november 2014 – 13. september 2018)

13. vlada Republike Slovenije
- Marko Bandelli (13. september 2018 – 13. november 2018)
- Iztok Purič (19. december 2018 – 20. september 2019)
- Angelika Mlinar (20. december 2019 – 13. marec 2020)

14. vlada Republike Slovenije
- Zvonko Černač (13. marec 2020–1. junij 2022)

15. vlada Republike Slovenije
- Aleksander Jevšek (1. junij 2022–24. januar 2023)

### Minister za kohezijo in regionalni razvoj
- Aleksander Jevšek (24. januar 2023– )